# Drosanthemum cymiferum
Drosanthemum cymiferum är en isörtsväxtart som beskrevs av L. Bol. Drosanthemum cymiferum ingår i släktet Drosanthemum och familjen isörtsväxter. Inga underarter finns listade i Catalogue of Life.